# Blastobasidae
Blastobasidae là một họ bướm đêm thuộc siêu họ Gelechioidea. Các loài của nó có thể được tìm thấy trên khắp thế giới, mặc dù ở vài nơi chúng không phải loài bản địa nhưng chúng được con người mang đến. Trong một số phân loại, các con bướm này được xếp vào phân họ Blastobasinae, thuộc họ Coleophoridae. Họ Symmocidae đôi khi cũng bao gồm Blastobasidae ở dạng một phân họ hay tông.
Thêm vào đó, nhóm Holcocera thường được tách riêng thành một phân họ Holcocerinae (hoặc tông Holcocerini) từ nhánh Blastobasis (tương ứng thành một phân họ, hoặc tông Blastobasini).

## Các chi
Các chi gồm:
| - Agnoea - Asaphocrita - Auximobasis - Blastobasis - Blastobasoides - Coniogenes - Critoxena - Docostoma - Eubolepia - Euresia (đôi khi thuộc Blastobasis) - Exapateter - Exinotis - Holcocera - Holcocerina - "Holcoceroides" Sinev, 1986 (non Strand, 1913: preoccupied) - Homothamnis | - Hypatopa (đôi khi thuộc Holcocera) - Iconisma - Lateantenna - Mastema - Megaceraea - Metallocrates - Neoblastobasis - Oroclintrus - Pigritia - Prosintis - Pseudohypatopa - Pseudopigritia - Syncola - Tecmerium - Xenopathia - Zenodochium (đôi khi thuộc Blastobasis) |